# Cosme Hinojosa
Cosme Hinojosa (Valle de Tacupeto, Sonora; 27 de septiembre de 1879 - Ciudad de México, 14 de abril de 1965) fue un político y funcionario público mexicano que participó en la Revolución mexicana, apoyando al Ejército Constitucionalista. Se distinguió por pertenecer a la aristocracia revolucionaria.

## Primeros años
Nació en el Valle de Tocupeto en el municipio de Sahuaripa, Sonora el 27 de septiembre de 1879, hijo de José Loreto Hinojosa y Eufrasia Paredes. Realizó sus estudios en la capital del estado y en 1907 comenzó a trabajar como agente viajero en una exclusiva tienda de importaciones de Hermosillo, La Torre de Babel.

## Trayectoria
Se afilió al partido Antirreleccionista, iniciando así su camino en la política. Junto con Ramón P. De Negri, Gustavo y Florencio Padrés apoyó a Francisco I. Madero en su gira por Sonora de 1910. Al año siguiente, tras el triunfo del movimiento armado, fue elegido diputado local en la XXIII Legislatura por su ciudad de origen la cual se distinguió por el rechazo del gobierno de Victoriano Huerta en 1913. Con el objetivo de derrocar al régimen huertista, se incorporó al gobierno interino de Ignacio L. Pesqueira. 

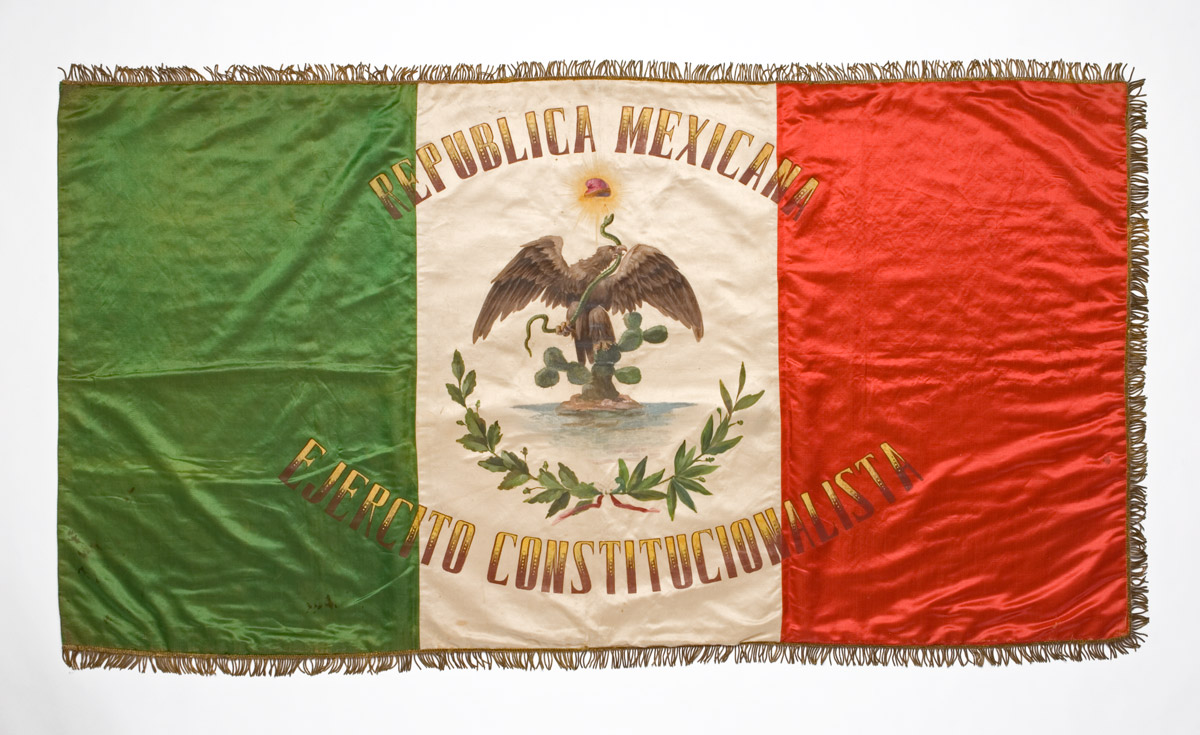
Cosme Hinojosa estuvo del lado del Ejército Constitucionalista

Fue uno de los delegados que el 18 de abril reconocieron a Venustiano Carranza como Primer Jefe del Ejército Constitucionalista, quien en octubre de ese año lo nombra jefe de la oficina de Correos de Hermosillo, rubro por el cual más se distingue trayectoria. 
De 1913 a 1914 fue administrador de Correos del Estado de Sonora, después obtuvo la dirección General de Correos a nivel nacional manteniéndose en ese puesto hasta 1920, al ser removido por ser partidario de la candidatura presidencial del general Álvaro Obregón. 
Sin embargo, después del triunfo de la Revolución de Agua Prieta, pudo regresar a la dirección de Correos permaneciendo hasta 1928.

## Años posrevolucionarios
En 1934, durante el mandato del presidente Lázaro Cárdenas, ocupó el cargo de director general de Correos y Telégrafos pero para el año siguiente, debido a sus lazos con Plutarco Elías Calles se vio obligado a renunciar y pasó a trabajar como jefe del Departamento Central en el Distrito Federal. 
En la misma década, fue Presidente del Patronato del Nacional Monte de Piedad en donde fue tachado de corromper el negocio de la filateria mexicana.
Ocupó el puesto de Cónsul en San Antonio, Texas hasta el año de 1965. 
Cosme Hinojosa se distinguió por pertenecer a la aristocracia revolucionaria siendo anfitrión de grandes fiestas, incluso llegó al grado de enumerar las localidades de un templo católico para la boda de uno de sus hijos.
Murió de un ataque cardíaco el 14 de abril de 1965 en la ciudad de México a los 85 años de edad.